# Морено, Анди
Анди Йоан Морено Гонсалес (исп. Andy Yoan Moreno González, род. 19 мая 1985) — кубинский борец вольного стиля, панамериканский чемпион, призёр чемпионатов мира и Панамериканских игр.

## Биография
Родился в 1985 году. В 2005 году выиграл Панамериканский чемпионат. В 2007 году завоевал бронзовые медали чемпионата мира и Панамериканского чемпионата, и серебряную медаль Панамериканских игр. В 2015 году занял 7-е место на кубке мира.